# Microsoft Exchange Server

## Microsoft Exchange Server
Descripción General:
Microsoft Exchange Server es una plataforma de software de servidor de mensajería y colaboración desarrollado por Microsoft. Principalmente diseñado para su uso en organizaciones de todos los tamaños, proporciona servicios de correo electrónico, calendario, contactos, tareas y programación. Exchange Server se implementa tradicionalmente en la infraestructura local de una organización (on-premises), aunque también existen arquitecturas híbridas que integran componentes locales con servicios en la nube, como Microsoft Exchange Online. Es un componente fundamental de la suite de productos Microsoft Server y se integra estrechamente con el sistema operativo Windows Server y el servicio de directorio Active Directory.
Historia y Evolución:
El lanzamiento inicial de Microsoft Exchange Server se produjo en junio de 1996, marcando la entrada de Microsoft en el mercado de servidores de correo electrónico y colaboración empresarial. A lo largo de sus numerosas versiones, Exchange Server ha experimentado una transformación significativa, adaptándose a las cambiantes necesidades empresariales y avances tecnológicos.
- Primeras Versiones (1996-2000): Las versiones iniciales sentaron las bases para la funcionalidad de correo electrónico y colaboración, integrándose con los sistemas operativos Windows NT.
- Exchange 2000 y 2003: Estas versiones introdujeron mejoras significativas en la escalabilidad, la confiabilidad y la integración con Active Directory, simplificando la administración de usuarios y la seguridad.
- Exchange 2007: Una revisión importante que introdujo la arquitectura de roles de servidor, mejorando la seguridad y la flexibilidad de la implementación. También se introdujo la Consola de Administración de Exchange (EMC) basada en GUI.
- Exchange 2010: Se centró en la alta disponibilidad, la flexibilidad y la experiencia del usuario, con mejoras en Outlook Web App (ahora Outlook en la web) y la gestión de buzones.
- Exchange 2013: Introdujo una arquitectura moderna y una nueva interfaz de administración web (EAC), con un enfoque en la integración con la nube y la mejora de la protección contra malware y la prevención de pérdida de datos (DLP).
- Exchange 2016: Simplificó la arquitectura de roles de servidor y se centró en mejorar la colaboración, la movilidad y la seguridad, con una integración más profunda con SharePoint y OneDrive para la Empresa.
- Exchange 2019: La versión actual on-premises, lanzada en 2018, se centra en el rendimiento, la seguridad y la confiabilidad, con mejoras en la búsqueda, el calendario y la experiencia del usuario final. Eliminó algunos roles de servidor para simplificar aún más la implementación.
- Exchange Server Subscription Edition (SE) (Previsto para 2025): La próxima generación de Exchange Server on-premises, que operará bajo un modelo de suscripción. Se espera que ofrezca una cadencia de actualizaciones más continua y una integración más estrecha con los servicios en la nube.

Arquitectura:
La arquitectura de Exchange Server ha evolucionado a lo largo de las diferentes versiones. En las versiones más recientes (2016 y 2019), se simplificó a dos roles de servidor principales:
- Rol de Buzón de Correo: Aloja las bases de datos de buzones de usuario, las carpetas públicas y los servicios de acceso de cliente.
- Rol de Transporte Perimetral (Opcional): Se implementa en la red perimetral para proporcionar protección contra correo no deseado y malware, así como para controlar el flujo de correo hacia y desde la organización.

La comunicación entre los componentes de Exchange Server y los clientes (como Microsoft Outlook) se realiza a través de varios protocolos, incluyendo MAPI, Exchange ActiveSync, POP3, IMAP4 y SMTP.
Características y Funcionalidades Clave:
- Servicios de Mensajería:
  - Soporte para el envío y recepción de correo electrónico a través de múltiples protocolos.
  - Gestión de buzones de usuario y de recursos (salas de reuniones, equipos, etc.).
  - Creación y administración de listas de distribución y grupos de correo electrónico.
  - Implementación de políticas de retención y archivo de correo electrónico.
  - Funcionalidades avanzadas de búsqueda de correo electrónico.
- Servicios de Calendario y Programación:
  - Programación de reuniones y citas con gestión de disponibilidad de los asistentes.
  - Creación y gestión de calendarios compartidos.
  - Recordatorios y notificaciones de eventos.
  - Integración con asistentes de programación y salas de reuniones.
- Gestión de Contactos:
  - Libreta de direcciones global (GAL) integrada con Active Directory.
  - Gestión de contactos personales y la posibilidad de compartir libretas de direcciones.
- Gestión de Tareas:
  - Creación, asignación y seguimiento de tareas personales y delegadas.
- Seguridad:
  - Cifrado de datos en tránsito y en reposo.
  - Implementación de filtros anti-spam y anti-malware.
  - Políticas de control de acceso y auditoría.
  - Funcionalidades de prevención de pérdida de datos (DLP).
  - Integración con soluciones de seguridad de Microsoft y de terceros.
- Alta Disponibilidad y Resiliencia:
  - Grupos de disponibilidad de bases de datos (DAGs) para la replicación y conmutación por error de bases de datos de buzones.
  - Opciones de equilibrio de carga para los servicios de acceso de cliente.
  - Soporte para la recuperación ante desastres a través de la replicación y la copia de seguridad.
- Herramientas de Administración:
  - Centro de Administración de Exchange (EAC): Una interfaz de administración basada en web para la gestión de la configuración de Exchange Server.
  - Shell de administración de Exchange: Una interfaz de línea de comandos basada en PowerShell para la administración avanzada y la automatización de tareas.
- Integración con Otros Productos Microsoft:
  - Active Directory: Para la autenticación de usuarios, la gestión de permisos y la información de la libreta de direcciones global.
  - Microsoft Outlook: El cliente de correo electrónico principal diseñado para funcionar con Exchange Server.
  - Outlook en la web (anteriormente Outlook Web App): Acceso basado en navegador a las funcionalidades de Exchange.
  - SharePoint Server: Para la colaboración documental y la integración de flujos de trabajo.
  - OneDrive para la Empresa: Para el almacenamiento de archivos adjuntos en la nube.
  - Microsoft 365: Para escenarios de implementación híbrida y la migración a Exchange Online.

Modelos de Implementación:
- On-Premises: La implementación tradicional donde Exchange Server se instala y se gestiona en la infraestructura de hardware de la propia organización.
- Híbrido: Una combinación de la implementación on-premises con servicios en la nube como Exchange Online. Permite la coexistencia de buzones en ambos entornos y facilita la migración gradual a la nube.
- Exchange Online: La versión de Exchange Server ofrecida como un servicio en la nube dentro de la suite Microsoft 365. Microsoft se encarga de la infraestructura, el mantenimiento y las actualizaciones.

Fin de Soporte y Transición:
Es crucial que las organizaciones estén al tanto del ciclo de vida de soporte de las diferentes versiones de Exchange Server. Exchange Server 2016 y 2019 alcanzarán el fin de su soporte extendido el 14 de octubre de 2025. Microsoft recomienda a las organizaciones planificar la migración a Exchange Online o actualizar a la próxima Exchange Server Subscription Edition (SE), que se espera que esté disponible en la segunda mitad de 2025. La transición a un modelo de suscripción para la versión on-premises representa un cambio significativo en la forma en que se licencia y se actualiza Exchange Server.
Consideraciones y Desafíos:

## La gestión de una implementación on-premises de Exchange Server puede implicar desafíos como la gestión de la infraestructura de hardware, la aplicación de parches y actualizaciones, la garantía de la alta disponibilidad y la seguridad, y la planificación de la capacidad. La migración a Exchange Online puede simplificar muchas de estas tareas, pero también requiere una planificación cuidadosa para garantizar una transición sin problemas y abordar consideraciones de seguridad y cumplimiento normativo en la nube. externos
- Sitio oficia Consultado el 26 de abril de 2025

- Datos: Q223653
- Multimedia: Microsoft Exchange Server / Q223653